# Cruiser Mk IV
Czołg pościgowy Mk IV (A13 Mk II) – brytyjski czołg pościgowy II wojny światowej. Był bezpośrednim następcą czołgu pościgowego Mk III (A13 Mk I). Pierwsze egzemplarze Mk IV były wersjami Mk III wyposażonymi w dodatkowe opancerzenie wieżyczki. Później Mk IVA były budowane z kompletnym dodatkowym pancerzem. Czołg ten był używany we Francji w 1940 roku i na początku wojny w Afryce Północnej, niedługo przed wycofaniem go ze służby.

## Projekty i rozwój
Wielka Brytania zainteresowała się szybkimi czołgami po zapoznaniu się z radzieckim czołgiem BT w trakcie manewrów Armii Czerwonej w 1936 roku. Budowa BT została oparta na rewolucyjnej konstrukcji Amerykanina J. Waltera Christie więc zespołu z Morris Motors został wysłany do Stanów Zjednoczonych, aby zakupić czołg Christie oraz prawa do jego budowy. Czołg został wyprodukowany pod koniec 1936 roku pod nazwą A13E1, lecz jego kadłub okazał się zbyt mały, co doprowadziło do wykonania drugiego prototypu brytyjskiej konstrukcji.
A13E2 został skonstruowany tak, aby mógł wykorzystywać wieżyczkę z czołgu pościgowego Mk I (A9) projektu Vickersa. Wieżyczka ta posiadała Armatę 2-Funtową o kalibrze 40 mm oraz współosiowy chłodzony wodą karabin maszynowy Vickers kalibru .303. Zespół napędowy został również zmieniony, koła jezdne nie były sprzężone z napędem, więc czołg ten nie mógł poruszać się jedynie przy użyciu kół. Wykorzystanie lepszych gąsienic z zębatkami napędowymi montowanymi z tyłu pozwoliło w trakcie testów na rozwinięcie prędkości 40 km/h, jednakże później ograniczono prędkość maksymalną czołgu do 30 km/h. Pancerz z A13E2 miał 15 mm, podobnie jak inne przedwojenne szybkie czołgi.
A13E3 był finalnym prototypem, który wszedł do produkcji jako, A13 Mk I, czołg pościgowy Mk III w 1939 roku w Nuffield Mechanization and Aero Limited, spółce zależnej od Morris Motors. Zamówiono 65 czołgów z czego co najmniej 30 zostało wykonanych w momencie, gdy Ministerstwo Wojny postanowiło zbudować nowy model z grubszym pancerzem. A13 Mk II, czołg pościgowy Mk IV, miał pancerz o maksymalnej grubości 30 mm oraz fasetowane opancerzenie zamontowane na tyle oraz bokach wieżyczki. Dało to czołgowi o wiele bardziej nowoczesny wygląd. Niektóre czołgi Mk III zostały przebudowane do standardu Mk IV w trakcie produkcji.
Karabin maszynowy Vickers kalibru 0,303 był ciągłym źródłem problemów, więc został zastąpiony przez karabin 7,92 mm BESA. Wszystkie brytyjskie czołgi miały być przeprojektowane tak aby od początku 1940 roku móc obsługiwać nową broń. Doprowadziło to do powstania głównej wersji produkcyjnej, A13 Mk IIA, czołgu pościgowego Mk IVA. Kilka egzemplarzy wysłano z BEF do Francji, razem z większością wcześniejszych modeli A13. Nie wiadomo, jak wiele czołgów A13 Mk IVA wybudowano. Liczby różnią się w zależności od źródła. W sumie, do momentu kiedy ich produkcja została zakończona w 1941 roku, wyprodukowano 665 sztuk wersji pościgowej Mark III i Mark IV. English Electric, Leyland i koleje LMS również brały udział w produkcji A13.
We Francji A13 nie sprawowały się dobrze, z powodu zbyt szybkiego i pobieżnego przeszkolenia załóg. Wiele czołgów wysłano do Francji w złym stanie, a niektóre były tak nowe, że nie miały jeszcze zainstalowanych istotnych części wyposażenia. A13 radziły sobie znacznie lepiej na pustyniach Afryki Północnej i sprawowały się lepiej w tamtejszych warunkach niż niektóre czołgi innych konstrukcji. Czołgi te były szybkie, odpowiednio uzbrojone i opancerzone przeciw czołgom włoskim i niemieckim. Pozostawały skuteczną bronią do końca 1941 roku, kiedy to nowsze modele Panzer III i Panzer IV z grubszym pancerzem i większymi działami weszły do służby. W Afryce Północnej to armata przeciwpancerna odpowiadała za większość brytyjskich czołgów utraconych w walce. Niemieckie czołgi, wbrew powszechnemu przekonaniu nie wyrządziły Brytyjczykom wielu strat.
A13 Mk III, czołg pościgowy Mk V, był radykalnym odejściem od pierwotnego projektu A13. Był to zupełnie nowy czołg. Kadłub i wieżyczka zostały przeprojektowane, użyto nowego silnika Meadows o 12-tu przeciwległych cylindrach, z chłodnicami umieszczonymi na przedzie kadłuba. Czołg Covenanter był produkowany w dużych ilościach, ale jego wczesne modele cierpiały na ciągłe przegrzewanie się silnika, co ograniczyło jego stosowanie do celów szkoleniowych i obronnych A13 Mk IIA został zastąpiony przez czołg A15 Crusader, który był podobny do Covenantera, ale wykorzystywał oryginalny silnik z A13.

## Historia produkcji

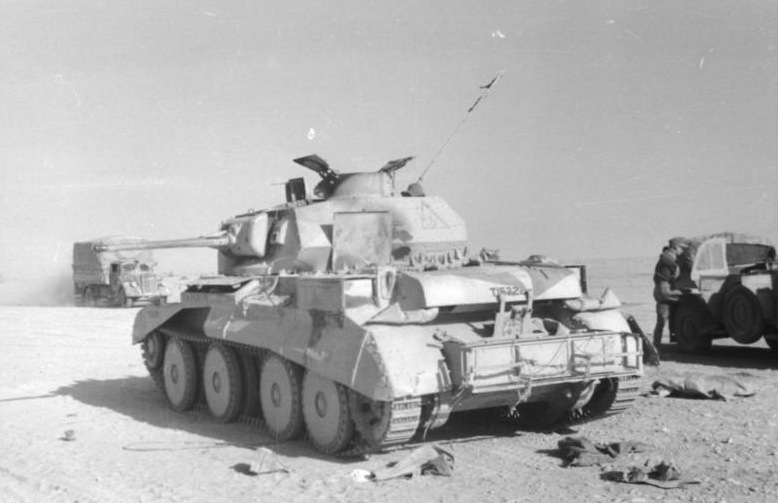
Czołg pościgowy Mk IV zniszczony w trakcie działań wojennych w Afryce Północnej.

- 65 Mk III, wyprodukowano w 1939 roku przez Nuffield (część przekształcono w Mk IV)
- 225-665 Mk IV i Mk IVA, wyprodukowano pomiędzy latami 1939–1941 przez Nuffield, Leyland, English Electric i LMS.
- Mk IV CS, nie produkowany masowo
- Mk V, zaprojektowany przez Koleje LMS, produkowany pod nazwą A13 Cruiser Tank MKV Covenanter

## Wersje produkcyjne

### Mk IVA
Karabin maszynowy Vickers kalibru 0,303 zastąpiony przez karabin maszynowy Besa, kalibru 7,92 mm. MkIVA posiadał nowe opancerzenia gniazda lufy i był produkowany w kilku fabrykach, w tym przez Koleje LMS. Był to główny model używany na pustyni pomiędzy latami 1940–1942.

### Mk IV CS
- Nie produkowano Mk IV w wersji dla wsparcia piechoty. W tym celu, w pułkach A13 wykorzystywano czołgi A9 CS.

## Historia służby
Około 40 sztuk Cruiser Mk IV i Mk IVA służyło we Francji w 1940 roku w 1 Dywizji Pancernej Brytyjskiego Korpusu Ekspedycyjnego. Większość została porzucona w Calais, a kilka czołgów, które brały aktywny udział w walce zostało zniszczonych przez mające przewagę liczebną niemieckie siły pancerne. Od października 1940 roku czołg pościgowy Mk IVA został wysłany do Afryki Północnej, gdzie był używany ze starszymi A9, czołg pościgowy Mk I i A10 czołg pościgowy Mk II. A13 nigdy nie był dostępny w wystarczających ilościach, więc typowa brygada pancerna składała się z powolnych (10–20 m/h) A9 i A10 oraz szybkich (20–40 m/h) i A13 lekki czołg Mk VI (jako czołg pościgowy). Powodowało to trudności taktyczne i logistyczne, ale A13 był popularny wśród swoich załóg, a jego jedyną wadą był brak pocisków burzących do armaty 2-funtowej. Podobnie jak w przypadku wszystkich czołgów pościgowych, A13 był podatny na ogień ze standardowych karabinów ppanc używanych przez państwa Osi (w przeciwieństwie do czołgu piechoty Matilda II). Jego jedyną obroną przed karabinami ppanc był ostrzał z karabinów maszynowych krótkiego zasięgu. A13 był ogólnie niezawodny, a 2-funtowe działo było wystarczające przeciw wszystkim modelom czołgów Osi produkowanych przed końcem 1941 roku, kiedy to A13 został wycofany ze służby. Zastąpił go czołg A15 Crusader, powiększony model A13 wyposażony w grubszy pancerz.
- Kampania Francuska 1 Dywizja Pancerna
- Kampania zachodnio-pustynna (Libia) 1940/41 7 Dywizja Pancerna

Dziewięć czołgów Mk IV przechwyconych przez Niemców po bitwie o Francję, zostało ponownie wykorzystanych jako pojazdy dowodzenia dla Panzer Abteilung (FLAMM) 0.100 podczas operacji Barbarossa.